# Jah Shaka
Pour le logiciel, voir Jahshaka.
 (avril 2023).
Si vous disposez d'ouvrages ou d'articles de référence ou si vous connaissez des sites web de qualité traitant du thème abordé ici, merci de compléter l'article en donnant les références utiles à sa vérifiabilité et en les liant à la section « Notes et références ».
Jah Shaka est un opérateur de sound system et un musicien de dub britannique, dont on ne connaît pas l'état civil.
Né à Chapleton dans la paroisse de Clarendon en Jamaïque, il a déménagé à Londres avec ses parents à l'âge de huit ans. Jah Shaka a commencé sa carrière à la fin des années 1960 dans un petit orchestre, et par la suite dans "Freddie Coldburst Sound System". À la fin des années 1970 ses sons évoluent et il devient alors un artiste très influent sur la scène dub. Ses danses à caractère spirituel caractérisent également son style et créent une atmosphère qui fit sa célébrité. En 1980, il crée son propre label "King Of Zulu Tribe".
Il a produit à ce jour une soixantaine d'albums d'artistes tels que The Twinkle Brothers, Johnny Clarke, Horace Andy, Max Romeo, Vivian Jones. On retiendra également sa collaboration avec l'artiste Mad Professor. En septembre 2002, un incendie a ravagé son studio et il a été gravement brûlé. Il s'est peu à peu remis de ce terrible accident et a repris la route de la scène sound system en Europe.
Il meurt le 12 avril 2023 à l'hôpital de Lewisham, à Londres.

## Discographie
- 1984 - Jah Shaka Meets Mad Professor in Ariwa Studio
- 1985 - Jah Shaka Meets Pepper in Addis Ababa Studio's
- 1988 - The Disciples
- 1988 - Dub Salute, Vol. 1
- 1990 - Dub Symphony
- 1991 - Rasta Surface
- 1991 - Commandments Of Dub 10 - Africa Drum Beats
- 1992 - New Testaments of Dub 1
- 1993 - Jah Shaka Meets Andy Horace
- 1996 - New Decade of Dub
- 2002 - Authentic Dubwise
- 2009 - JahShaka Presents The Positive Message